# Mokutarō Kinoshita
Pour les articles homonymes, voir Kinoshita.
Mokutarō Kinoshita (dans l’ordre japonais Kinoshita Mokutarō 木下 杢太郎, né le 1er août 1885, mort le 15 octobre 1945) est un poète, écrivain et médecin japonais.

## Biographie
Né Ōta Masao, Kinoshita est le dernier fils d’un commerçant de la ville d’Itō (préfecture de Shizuoka). À la suite du décès de sa mère, il est élevé par l’une de ses grandes sœurs. À l’âge de douze ans, il s’installe à Tōkyō chez son frère aîné. Sa première vocation est la peinture, mais il abandonne rapidement l’idée de devenir peintre. En 1903, il entre au Premier lycée de Tōkyō où il apprend en particulier l’allemand. En 1906, il réussit le concours d’entrée à l’université de Tokyo où il s’inscrit à la faculté de Médecine.
En 1907, il rencontre Yosano Tekkan (1873-1935) et commence à fréquenter les cercles littéraires. Il collabore à différentes revues, comme Myōjō, Subaru, Mita Bungaku ou Shirakaba. Il y publie des poèmes, des pièces de théâtre, des textes critiques ou encore des traductions de l’allemand. Son style se caractérise par une préciosité esthétique et un goût pour l’exotisme opposés au naturalisme dominant à l’époque. Il s’intéresse à de nombreux domaines, parmi lesquels l’histoire des chrétiens au Japon, sujet d’étude dont il est l’un des pionniers.
En 1911, il sort diplômé de la faculté de Médecine. Suivant les conseils de Mori Ōgai, il décide de se spécialiser en dermatologie. Il entreprend en particulier des recherches sur la lèpre. Après un passage en Mandchourie de 1916 à 1920, il part en Occident afin de compléter ses recherches. Entre 1921 et 1924, il séjourne en France et travaille notamment à Paris à l’hôpital Saint-Louis. Il obtient son doctorat en 1922. Peu après son retour au Japon, il est nommé professeur à l’université du Tōhoku. En 1937, au sommet de sa carrière médicale, il obtient la chaire de dermatologie de l’Université impériale de Tōkyō. Autour de 1940, au moment de la prise de possession de l'Indochine par l'armée impériale, il s'investit ardemment dans les relations franco-japonaises. Il meurt fin 1945 d’un cancer du pylore.

## Œuvres
- 和泉屋染物店 (La teinturerie Izumiya), Tōundō, 1912
- 南蛮寺門前 (Devant la porte du temple Nanbanji), Shun.yōdō, 1914
- 印象派以後 (Après l'impressionnisme), Nihon bijutsu gakuin, 1916
- 食後の唄 (Poèmes de l’après-repas), Araragi hakkōjo, 1919
- 藝林間歩 (Promenades dans le bois des arts), Iwanami shoten, 1936
- 日本切支丹史鈔 (Notes sur l’histoire des chrétiens du Japon), Chūō kōronsha, 1943